# ماكس لانيير
ماكس لانيير (بالإنجليزية: Max Lanier)‏ هو لاعب كرة قاعدة أمريكي، ولد في 18 أغسطس 1915 في دنتون في الولايات المتحدة، وتوفي في 30 يناير 2007 في دونيلون في الولايات المتحدة.

## وصلات خارجية
- ماكس لانيير على موقع دوري كرة القاعدة الرئيسي (الإنجليزية)
- ماكس لانيير على موقعبيزبول رفرنس.كوم (الدوري الرئيسي) (الإنجليزية)
- ماكس لانيير على موقعبيزبول رفرنس.كوم (الدوري الثانوي) (الإنجليزية)
- ماكس لانيير على موقع جمعية أبحاث البيسبول الأمريكية (الإنجليزية)
- ماكس لانيير على موقع إي إس بي إن.كوم (أم.أل.بي) (الإنجليزية)
- ماكس لانيير على موقع قاعة كارولاينا الشمالية للمشاهير الرياضية (الإنجليزية)